# 독고신
독고신(獨孤信, 503~557)은 본명은 여원(如願), 선비식 이름은 기미두(期彌頭)이다. 운중(雲中, 오늘날 산서성(山西省) 대동시(大同市)) 출신으로, 흉노(匈奴) 후예 선비족(鮮卑族) 출신이다. 선조는 흉노 출신으로 서위(西魏) 팔주국(八柱國) 중 한 명이다. 관직은 대사마(大司馬)에 이르고 위국공(衛國公)에 진봉되었다. 우문호(宇文護)에 반대한 것으로 인해 우문호에게 붙잡혔고 사사(賜死)되었다. 독고신은 북주(北周) 명제(明帝) 우문육(宇文毓)과 수(隋) 문제(文帝) 양견(楊堅)의 장인이고, 수 양제(煬帝) 양광(楊廣)과 당고조(唐高祖) 이연(李淵)의 외조부이다.

## 초기
조상 독고복류둔(獨孤伏留屯)은 흉노(匈奴) 부락의 대인(大人)이었으며, 북위(北魏) 초기 중요한 관원 중 1명이었다. 독고여원(獨孤如願)의 조부 독고사니(獨孤俟尼), 혹은 사니벌(俟尼伐), 초두벌(初豆伐）때에 독고사니는 부락 전체를 거느리고 무천(武川)으로 이주하였고, 북변 방어 임무를 수행했다. 당시 북위 도성은 평성(平城, 오늘날 산서성 대동시 동북쪽)에 세워서 유연(柔然)을 방어하고자 하였으며, 북위 조정은 그 북쪽 연변 요충지에 몇몇 군사 거점을 세우고 진(鎭)이라 하였으며, 진의 장수는 모두 선비 귀족이 맡았으니, 독고사니 역시 그 하나였다. 독고사니의 사망 이후 독고여원의 부친 독고고자(獨孤庫者)는 부락의 추장을 계승하였다. 독고신의 부친 독고고자는 어려서 건장하고 무략이 있었으며 호쾌하였으며 절조와 의기가 있었으니, 북주(北州)의 인물이 매우 그를 존경하였다. 사서에서 독고여원은 '용모가 아름답고 말타고 활쏘기를 잘한다(美容儀, 善騎射)'고 하였다.

## 생애

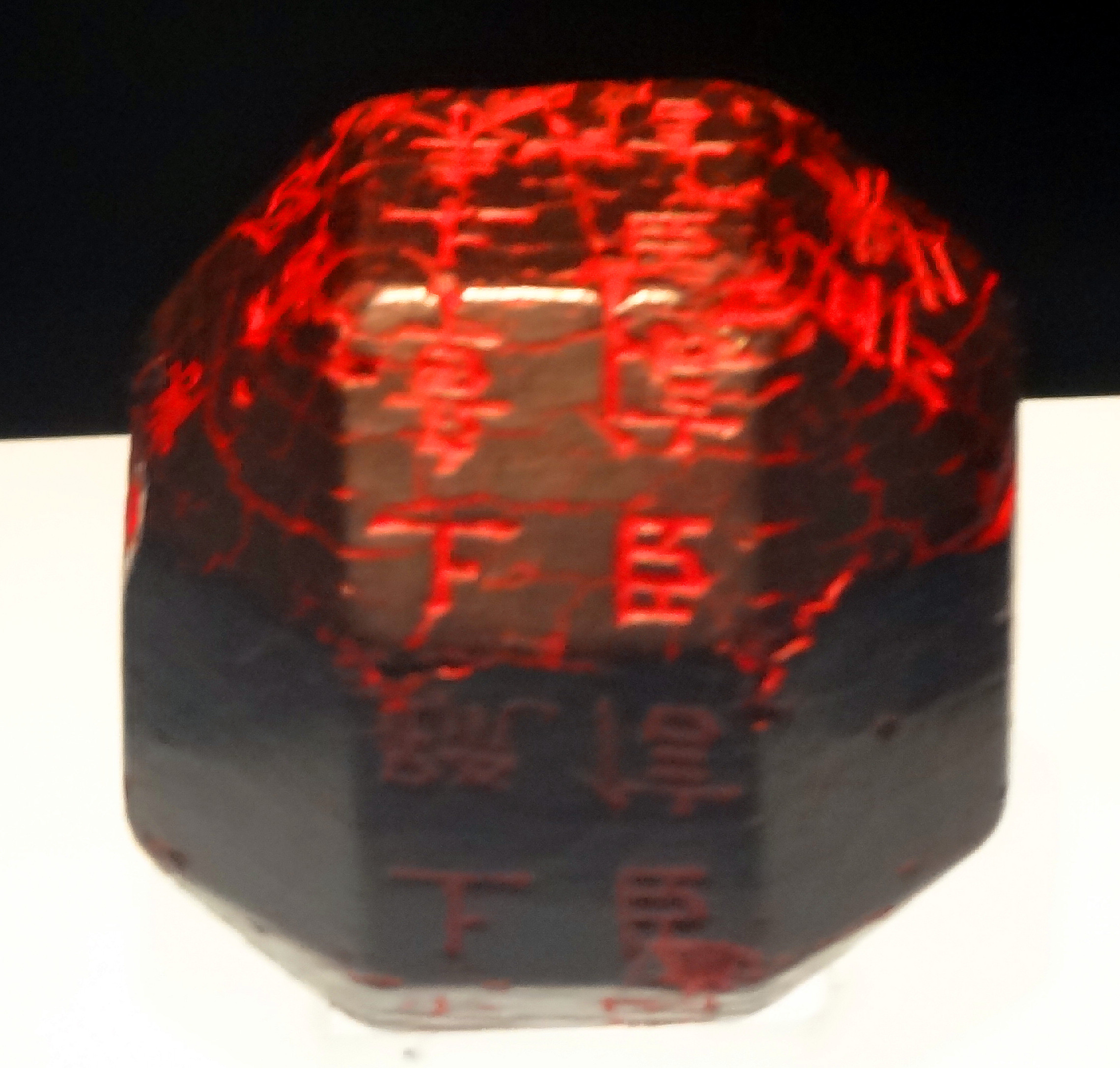
독고신 다면체 매정인(煤精印)

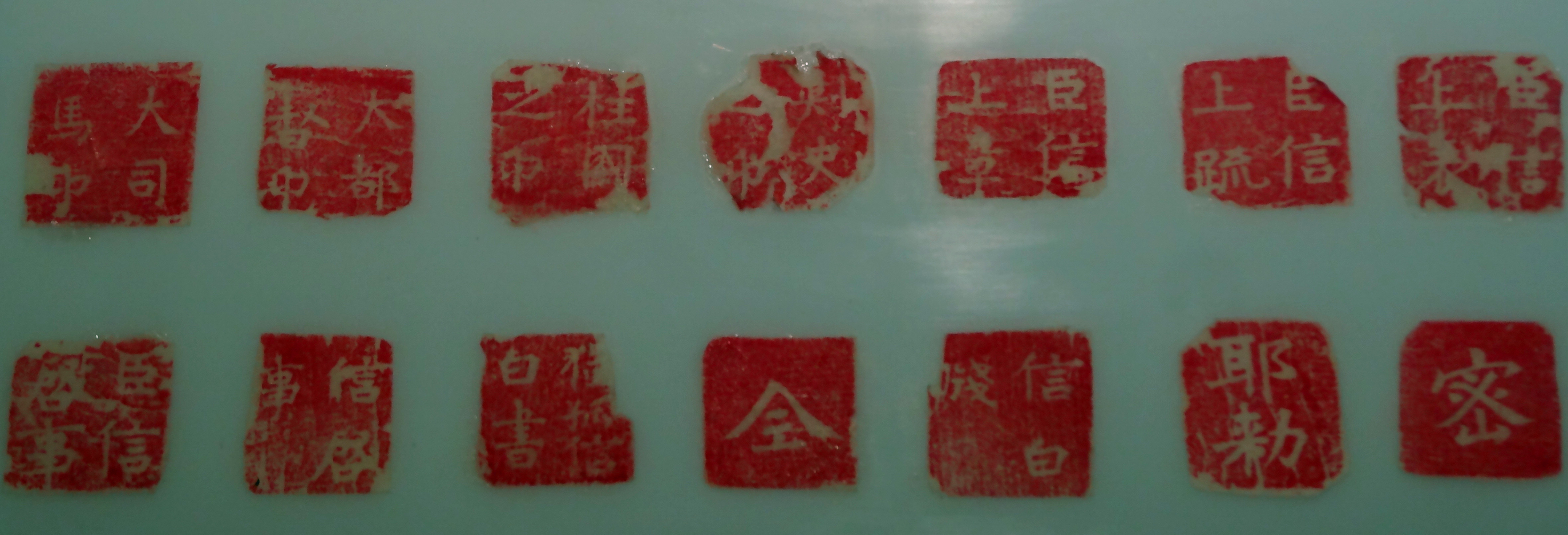
매정인에 새겨진 14개 인문(印文)

독고신은 초기에 갈영(葛榮)의 휘하에 들어가 장수가 되었고, 후에는 북위(北魏) 이주영(爾朱榮) 휘하에 들어갔다. 소년 시절 용모 단장을 좋아하였고 옷차림에 조예가 깊었으며, 이주영은 그가 말 타고 활 쏘기를 잘하는 것을 보고 인재라 보고 별장(別將)으로 선발하였다. 독고신이 20세였을 때 군 내에서는 그를 '독고랑(獨孤郞)'이라고 칭하였다. 독고신은 단신으로 어양왕(漁陽王) 원사주(袁肆周)를 생포하였고 애덕현후(愛德縣侯)라는 작위를 하사받았으며, 후에 무위장군(武威將軍)으로 옮겨졌다. 권신 고환(高歡)이 권력을 장악한 후, 독고신은 단기로 북위 효무제(孝武帝)를 따라 서쪽으로 가서 우문태(宇文泰)에게 투신하여 부양군공(浮陽郡公)에 봉해졌다. 이후 북위는 동위와 서위로 나뉘었다. 고환은 또다른 황제로 효정제(孝静帝)를 세웠고 스스로는 조정의 권력을 장악하였으며, 업(鄴)으로 천도하였으니 이를 동위(東魏)라 한다. 우문태는 효무제를 독살하였고, 대통(大统) 원년(535) 문제(文帝)를 세우고 장안(長安)에 수도를 두었으니, 이를 서위(西魏)라 한다. 독고신은 형주(荊州) 군정사무를 담당하는 도독(都督) 동남도행대(東南道行臺, 지방에 파견되어 민사를 담당하는 관원) 형주자사(荊州刺史)로 임명되어 나갔는데, 병사를 이끌고 동위의 홍농태수(弘農太守) 전팔능(田八能)을 격파하고 양성(穰城)의 동위 서형주자사(西荆州刺史) 신찬(辛纂)을 습격하여 삼형(三荆)을 평정하였다. 반년 후, 동위 고오조(高敖曹)와 후경(侯景)이 양성을 공격하였다. 독고신은 중과부적이었기에 부하 양충(楊忠)과 함께 성을 버리고 남으로 달려가서 남량(南梁)에 투항하였다. 3년 후, 장안으로 돌아왔지만 동위에게 패배했고 성을 버리고 남량으로 도주하였기에 상주하여 문제(文帝)에게 처벌을 청하였다. 문제는 사면하고 원래 관직에 복귀하였다.
대통 3년(537), 독고신은 우문태를 따라 동위로 출정하였고, 사원(沙苑)에서 고환이 친히 이끌고 온 10만 대군을 격파하였으며, 하내군공(河內郡公)에 봉해졌다. 이윽고 독고신은 풍익왕(馮翊王) 원계해(元季海)와 함께 2만 병사를 이끌고 낙양(洛陽)을 공격하였으며, 금용성(金墉城)을 점령하였다. 대통 12년(546) 대사마(大司馬)에 배수되었다.
독고신은 문무의 도를 겸하였기에 무장일 뿐만 아니라 지방 통치에도 능한 관원이었다. 농우(隴右)에 주둔하면서 진주자사(秦州刺史)에 임명된 근 10년 가운데 '일에 옹체가 없었고, 예교를 보였으며, 농업을 권하였기에, 수년 가운데 공사로 풍족해졌으며, 귀부하려는 유랑자들이 수만 가(家)에 이르렀다(事無擁滯, 示以禮敎, 勸以耕桑, 數年之中, 公私富實, 流人願附者數萬家)'고 한다.  어느날 교외에서 사냥을 하다가 저녁 노을이 지자 성으로 돌아왔는데 바람이 갑자기 불어 부지불식간에 모자가 한 쪽으로 기울었는데, 다음날 일어나 보니 성에 가득히 사람들이 그를 따라 모자를 기울여 썼다고 한다. 이것이 '사양측모(斜陽側帽)'의 고사이다. 독고신은 이로 인해 명성이 높아져 '멀고 가까운 곳에 (독고여원의) 소식이 이르다(信著遐邇)라는 말이 나왔다. 우문태는 그의 그런 모습을 보고 여러 사람의 마음을 끌 수 있다고 여겨 '신(信)'이라는 이름을 하사하였고, 서위팔주대국(西魏八大柱國)의 한 명으로 임명하였다.
우문태와 독고신은 동향으로 대대로 무천(武川)에 살았으나 독고신의 풍채와 고아함이 인심을 얻을 것을 알았으며, 또한 공훈이 높았기에 그에게 방비를 맡겼다. 독고신도 일의 사정을 잘 살펴보고 주도적으로 상주를 올려 자신이 농우에 오래 살았으니 조정으로 돌아가겠다고 하였다. 우문태는 짐짓 불허한다고 하였다. 이때 마침 독고신의 모친이 사망하였기에 우문태는 곧바로 그에게 상복을 입게 하였다.부친 독고고자를 사공공(司空公)에 추증하고 모친 비련씨(費連氏)를 상락군군(常樂郡君)에 임명하였으며, 대통 16년(550) 독고신을 상서령(尙書令)에 승진시키고 대사마(大司馬)에 배수하였다. 효민제(孝閔帝) 즉위 후에는 위국공(衞國公)으로 승진하여 봉하고 식읍 1만호를 하사하였다.
우문태는 북순하다 병을 얻어 사망하였고, 효민제 우문각(宇文覺)이 즉위하였으나 진국공(晉國公) 우문호(宇文護)가 정국을 장악하였다. 팔주국(八柱國) 장군의 한 명인 조귀(趙貴)는 독고신과 협력하여 우문호를 제거하고자 하였으나 개부의동삼사(開府儀同三司) 우문성(宇文盛)이 탐지하여 조정에 보고하였다. 우문호는 조귀를 잡았고 독고신의 관작을 파하였다. 북주 효민제 원년(557) 3월 기유일, 우문호는 강제로 독고신을 집에서 자진하게 하였으니 향년 54세였다. 시호는 려(戾)이다. 수문제(隋文帝) 즉위 후 조서를 내려 태사·상주국·기정상창영조항명패십주제군사·기주자사(太師·上柱國·冀定相滄瀛趙恒洺貝十州諸軍事·冀州刺史)로 추증하고 조국공(趙국公)에 봉하였으며, 시호를 경(景)이라 하였다. 당(唐)대에 양왕(梁王)에 추봉되었다.

## 같이 보기
- 팔주국